# Guillermo Botero
Pour les articles homonymes, voir Botero.
Guillermo Botero Nieto, né le 9 avril 1948 à Bogota, est un avocat, homme d'affaires et homme politique colombien. Il occupe le poste de ministre de la Défense nationale sous la présidence d'Iván Duque.

## Biographie

### Études et famille
Guillermo Botero est né à Bogotá le 9 avril 1948, le jour même de l'assassinat de Jorge Eliecer Gaitan et du début de La Violencia. Il est issu d'une famille bourgeoise qui exerce une influence politique importante depuis des générations.
Son père Lorenzo Botero, a dirigé de la fédération d'entreprises FENALCO, un groupe de pression conservateur promouvant le libéralisme économique et ayant exercé une influence importante sur le gouvernement.
Il est diplômé en droit de la prestigieuse université des Andes.
Il est marié à Margarita Jaramillo, fille de Hernan Jaramillo, un homme politique et homme d'affaires conservateur qui a occupé des fonctions ministérielles dans plusieurs gouvernements. Son fils, Andres, a été commandant dans les forces armées avant de poursuivre une carrière politique.

### Carrière dans les affaires
Guillermo Botero se lance dans les affaires en 1979 en fondant une entreprise d'exportation de fleurs. Il possède toujours de vastes quantités de terres.
Il est également propriétaire de Consimex, un géant colombien du transport maritime et des douanes.
Il entre au conseil d'administration de FENALCO en 1985 et en prend la tête en 2003, succédant à son père. Il bénéficie à ce titre de relations privilégiées avec le président Álvaro Uribe (2002-2010). Ce dernier en fait son conseiller économique et son représentant au conseil d'administration de la Chambre de commerce de Bogotá (BCC).

### Carrière politique
En juillet 2018, Iván Duque, nouvellement élu Président de la Colombie, attribue le ministère de la Défense nationale à Guillermo Botero. Cependant, ce dernier est rapidement critiqué en raison de son inexpérience sur les questions militaires. Très proche de l'ex-président Álvaro Uribe, il est présenté comme appartenant aux cercles les plus radicaux du pouvoir, et s'oppose ouvertement à l'accord de paix signé en 2016. Il s'était fortement investi pendant la campagne présidentielle de 2018 en faveur d'Iván Duque, organisant des réunions entre celui-ci et des hommes d'affaires.
En 2019, le secrétaire à la Défense des États-Unis, James Mattis, a rencontré Botero à Bogotá pour discuter des questions de défense nationale, en tenant compte de la longue relation entre les deux gouvernements dans le traitement de ces questions. Mattis a remercié Botero et le gouvernement colombien pour tous leurs efforts pour faire respecter la sécurité en Colombie et pour avoir dénoncé les actions antidémocratiques, en particulier par les gouvernements de pays comme le Venezuela et le Nicaragua.
Durant son mandat, il défend les exactions commises par l'armée colombienne, telles que le meurtre d'un ex-guérillero ou celui d'un leader amérindien. Le gouvernement Duque se voit accusé par des experts des Nations unies sur les exécutions extrajudiciaires d'« inciter à la violence contre les guérilleros démobilisés ».

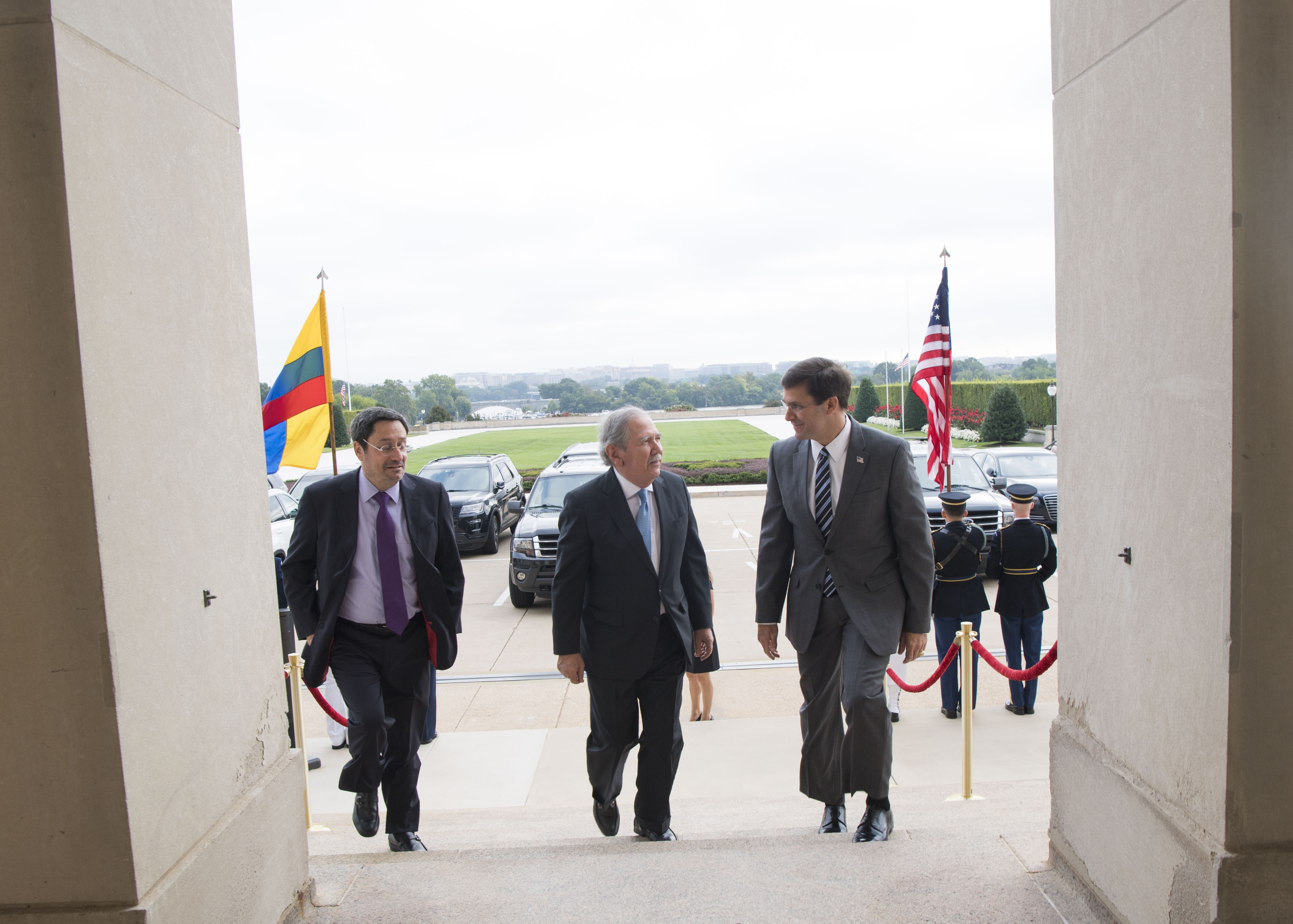
Guillermo Botero rencontre le secrétaire américain à la Défense Mark Esper au le Pentagone, Washington D.C., le 11 septembre 2019.

Il est au cœur d'un scandale lorsqu'un sénateur de l'opposition l'accuse d'avoir caché certaines informations au public en révélant des rapports médico-légaux d'un bombardement militaire contre des dissidents de l'ancienne guérilla des FARC, qui a fait 14 victimes dont 8 mineurs, le 30 août 2019. Botero se défend en déclarant que « la présence de mineurs n'était pas connue » au moment de l'opération. Le gouvernement, pour qui cette attaque était « une opération impeccable », est alors accusé d'avoir restauré la politique des faux positifs qui consistait à assassiner des civils innocents, dans le but de les faire passer pour des guérilleros morts au combat. Finalement, Botero démissionne de son poste de ministre de la Défense nationale le 6 novembre 2019. Le général Luis Fernando Navarro Jiménez (es), commandant des forces armées colombiennes, assure alors l'intérim jusqu'à ce qu'Iván Duque nomme Carlos Holmes Trujillo, alors ministre des Affaires étrangères, à ce poste le 12 novembre 2019.

### Ambassade de Colombie au Chili
Après avoir démissionné de son poste de ministre de la Défense, Botero a été nommé en 2021 par le président Iván Duque comme ambassadeur de Colombie auprès de la République du Chili. Il a remplacé Alberto Rendón Cuartas, qui occupait le poste depuis 2018. Dans le cadre de l'agenda diplomatique, qui comprend le traitement des questions de coopération économique et culturelle entre les nations, pendant le mandat de Botero, ont été célébrés les 200 ans de relations diplomatiques entre ces deux des pays.